# Nic Billington
Nic Billington (Durban, África do Sul, 1984) é um cantor sul-africano.

## Carreira
O DJ da Rádio East Coast, Trevor Williams, insistiu para que Nic participasse de sua última coletânea "Trevor Williams Vol. 2". O álbum traz uma faixa sua intitulada "Hazard". A música foi produzida pelo próprio Nic e gravada com seu parceiro e músico da R&B, Verd.
A DJ Roxxi lançou, recentemente, seu álbum com o cativante electro funk intitulado "Away". A música, com Nic Billington nos vocais, é uma ótima faixa, a qual teve a sorte de ser produzida por Craig Massiv, representante do grupo sul-africano tremendamente popular Flash Republic.